# Erik Elliot
Johan Erik Elliot, född 9 augusti 1844 i Solna församling, Stockholms län, död 14 april 1927 i Engelbrekts församling, Stockholms stad, var en svensk justitiekansler och hovrättspresident. Han var far till Holger Elliot, bror till Anders Oscar Elliot, farbror till Stellan Elliot och kusin till Hampus Elliot.

## Biografi
Elliot, som var son till en officer, avlade studentexamen 1861 och hovrättsexamen 1864. Han blev efter studier vid Uppsala universitet och domartjänstgöring under Svea hovrätt vice häradshövding 1870, varefter han några år tjänstgjorde i hovrätten. Han övergick sedan till Kammarrätten och utnämndes till kammarrättsråd 1877, blev sedermera expeditionschef i Lantförsvarsdepartementet 1881, justitiekansler 1886 och - efter att ha innehaft åtskilliga kommittéuppdrag - president i Svea hovrätt 1899 samt promoverades till juris hedersdoktor i Uppsala 1900. År 1910 avgick han ur statstjänsten. Under majriksdagen 1887 var han ledamot av andra kammaren.

## Utmärkelser
- Riddare och kommendör av Kungl. Maj:ts orden (Serafimerorden), 1 december 1905.[6]
- Första klassen av Persiska Lejon- och solorden, senast 1925.[6]